# Jacksonville, Florida
Jacksonville este cel mai populat oraș din statul Florida, cu o populația estimată de aproximativ 1.009.000 locuitori (2024), și în creștere. Pe timp ce zona metropolitană Jacksonville găzduiește doar 1.760.000 locuitori. Suprafața municipiului de 2.264 km2 îl plasează pe locul întâi în toată Uniunea în termenii populației. În același timp, orașul este sediul administrativ al comitatului Duval.
Bazele economice a orașului Jacksonville sunt industria portuară, turismul, finanțe și industria bancară, și industria tehnologiilor. Pe lângă asta, orașul este cunoscut și pentru industria apărării, având trei facilități navale, Jacksonville deține cel de-altreilea cel mai mare complex naval din SUA.

## Personalități născute aici
- Elizabeth Edwards (1949 - 2010), scriitoare, activistă și avocată;
- Ron DeSantis (n. 1978), politician.